# Bezirksklinikum Mainkofen

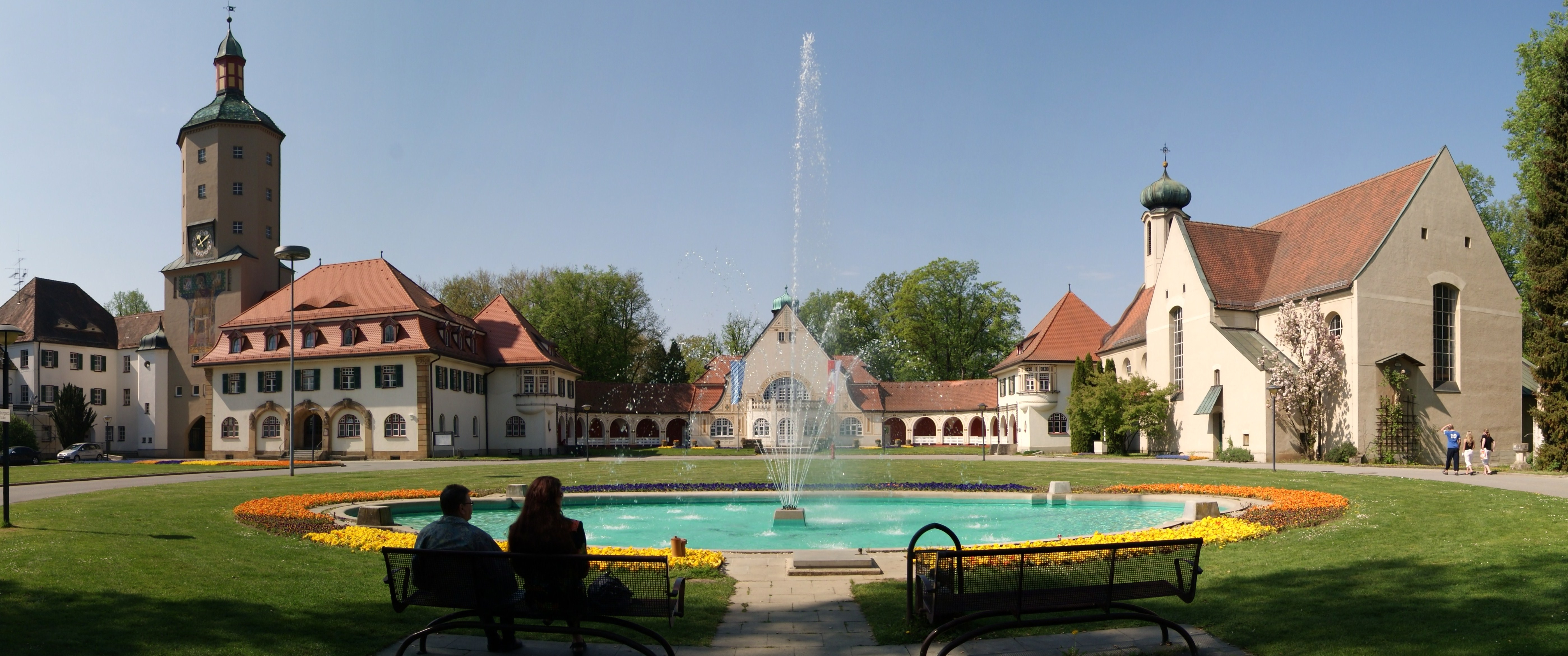
Mainkofen, Innenhof

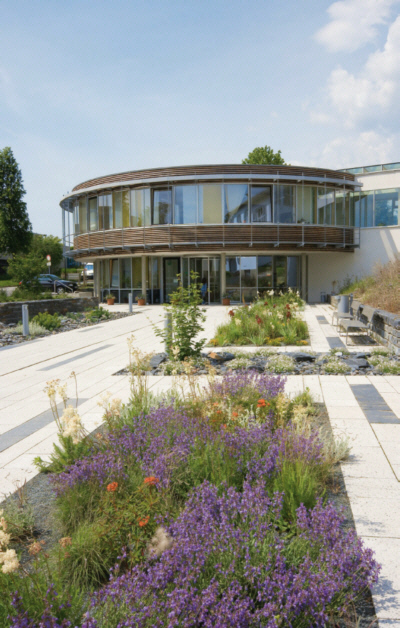
Die Aufnahmestation von Mainkofen

Das Bezirksklinikum Mainkofen ist die größte Gesundheitseinrichtung des Bezirks Niederbayern.
Am Standort Mainkofen befindet sich die Fachklinik für Psychiatrie, Psychotherapie und Psychosomatik, die Fachklinik für Forensische Psychiatrie und Psychosomatik sowie das Neurologische Zentrum mit Kliniken für Neurologie und Neurologischer Frührehabilitation, zertifiziertem Multiple-Sklerose-Zentrum und zertifizierter regionaler Stroke Unit. Hinzu kommt die zertifizierte stationäre Alkoholkurzzeitrehabilitation ALKURE.
Die Institute für Diagnostische Radiologie, Innere Medizin und Labordiagnostik sowie für Neurophysiologische Diagnostik und Neurosonologie ergänzen das stationäre Angebot.
Das Bezirkskrankenhaus Passau, eine Fachklinik für Erwachsenenpsychiatrie, Psychotherapie und Psychosomatik, ist eine Außenstelle des Bezirksklinikums Mainkofen.
Eine hochspezialisierte ambulante psychiatrische Versorgung wird mit den Ambulanzen für psychische Gesundheit in Mainkofen, Passau, Grafenau und Pfarrkirchen gewährleistet.

## Geschichte
Das heutige Bezirksklinikum Mainkofen wurde im Jahre 1911 als Heil- und Pflegeanstalt eröffnet. Bau und Behandlungsmethoden waren beispielhaft für die damalige moderne Reformpsychiatrie. Die zwischen 1909 und 1913 errichteten Gebäude stehen unter Denkmalschutz. Die Anstaltskirche wurde 1963–65 unter Hans Döllgast erweitert.

### Zeit des Nationalsozialismus
In der Zeit des Nationalsozialismus wurden mehr als 500 Zwangssterilisationen an Jugendlichen und Erwachsenen beiderlei Geschlechts im eigenen Operationssaal oder in auswärtigen Krankenhäusern durchgeführt. Nach aktuellem Wissenstand wurden 606 Patienten im Rahmen der Aktion T4 in fünf Transporten zwischen Oktober 1940 und Juli 1941 vom Bahnhof Pankofen aus in NS-Tötungsanstalten verbracht, darunter die Tötungsanstalt Hartheim bei Linz. Nach 1941 wurden Patienten durch Überdosierung von Medikamenten, Nichtbehandlung von Krankheiten, Kälte und Hunger ermordet (unter anderem auf Grundlage des Hungerkost-Erlasses).
Nach dem Ende der NS-Herrschaft 1945 dauerte es lange Zeit, bis das Klinikum sich mit dieser Vergangenheit auseinandersetzte. Eine erste Auseinandersetzung fand mit einem Beitrag über Mainkofen im Buch „Psychiatrie im Nationalsozialismus“ von Michael von Cranach statt. Mit viel Engagement Einzelner konnte dann am 28. Oktober 2014 die heutige Gedenkstätte eröffnet werden. Seither macht das Klinikum aktiv durch Führungen und Veranstaltungen auf die Geschichte des Ortes aufmerksam und gedenkt so der Opfer der NS-Psychiatrie in der ehemaligen Heil- und Pflegeanstalt.

### Nachkriegszeit
Seit den 1970er Jahren wurde das Klinikum, dessen Träger der Bezirk Niederbayern ist, saniert und modernisiert. Ergänzend dazu wurde schrittweise ein ambulantes psychiatrisches Netz ausgebaut.

## Einrichtung
Im Bezirksklinikum Mainkofen arbeiten rund 1800 Beschäftigte in über 50 verschiedenen Berufen. Es hat über 900 Betten und zählt zu den größten Bezirkskliniken in Bayern.
In der Psychiatrischen Klinik wird das gesamte Spektrum psychiatrischer und psychosomatischer Erkrankungen im Erwachsenenalter diagnostiziert und behandelt. Auch Abhängigkeitserkrankungen (u. a. Alkohol, Medikamente, legale und illegale Drogen) und psychiatrische Erkrankungen des Alters (Gerontopsychiatrie) werden nach modernsten Gesichtspunkten behandelt. Die Rehabilitationsklinik ALKURE bietet eine Alkohol-Kurzzeitentwöhnung an. Die Einrichtung wendet sich vor allem an alkoholabhängige Patienten, die sozial und beruflich eingebunden sind.
Das Neurologische Zentrum (Neurologische Klinik und Klinik für Neurologische Frührehabilitation) verfügt über mehr als 90 Betten und eine eigene Zentrale Notaufnahme (ZNA) mit Hubschrauberlandeplatz. Die neurologische Klinik deckt mit der zertifizierten Schlaganfall-Einheit (Stroke Unit) das gesamte Spektrum der Schlaganfalltherapie ab. Im Zentrum für Beatmungsentwöhnung (Weaning) in der neurologisch/neurochirurgischen Frührehabilitation werden die Patienten durch ein multidisziplinäres Team betreut. Hinzu kommen: Zertifiziertes Multiple-Sklerose-Zentrum, Neurologische Intensivstation, Neurologische Frührehabilitation, Neurologische Funktionsdiagnostik, Neurologische Ambulanz. Das Bezirksklinikum Mainkofen ist zudem eine neurologische Schwerpunktklinik für die Behandlung von Patienten mit Morbus Parkinson und atypischen Parkinsonsyndromen.
In der Klinik für Forensische Psychiatrie und Psychotherapie werden Menschen behandelt, die aufgrund einer psychischen Erkrankung oder aufgrund einer Suchterkrankung zum Straftäter geworden sind und ihre Straftaten im Zustand verminderter oder aufgehobener Schuldfähigkeit begangen haben. Ziel der Behandlung im Maßregelvollzug ist es, das Rückfallrisiko durch Behandlung der zugrundeliegenden Störungsbilder zu senken. Die Resozialisierung psychisch kranker Rechtsbrecher begleiten rechtlich die Strafvollzugsbehörden. Die rechtlichen Grundlagen der Behandlung im Maßregelvollzug beinhaltet das Bayerische Maßregelvollzugsgesetz. Die Klinik für Forensische Psychiatrie und Psychotherapie verfügt über insgesamt 152 Behandlungsplätze für Patienten gemäß §§ 63 und 64 StGB. Diese gliedern sich in zwei Aufnahme- und Beobachtungsstationen, eine verhaltenstherapeutisch ausgerichtete Station zur Behandlung von schizophrenen und intelligenzgeminderten Patienten, zwei Stationen für suchtkranke Patienten, eine Abteilung für vorwiegend persönlichkeitsgestörte Straftäter sowie eine soziotherapeutische Station.